# نوسا نورث شور، کوئینزلند
نوسا نورث شور (به انگلیسی: Noosa North Shore) یک منطقهٔ مسکونی در استرالیا است که در کوئینزلند واقع شده‌است.

## جغرافیا
این منطقه شامل بخشی از پارک ملی سندی و شهر کوچکی توا است. نام حومه اشاره به محل آن در ساحل شمالی رودخانه نوسا قرار دارد.
حومه نقطه انتهایی جنوبی Cooloola Great Walk است